# Agustí Pera Planells
Agustí Pera Planells, que firmaba sus obras como Pera Planells, (Gerona, 28 de agosto de 1908 - 20 de marzo de 1997), fue un pintor español. De formación artística principalmente autodidacta, su obra se centra sobre todo en los paisajes de Gerona y su provincia y se caracteriza por un rico y sugestivo cromatismo. También trabajó, aunque en menor medida, la figura humana, los bodegones y los temas religiosos en una idealización deliberadamente ingenuista, así como personales composiciones de flores casi abstractas. Aunque su técnica predominante siempre fue el óleo, también se dedicó a la escultura en bronce y al grabado. Participó en numerosas exposiciones tanto es su país como en el extranjero y su obra se encuentra en museos y colecciones particulares por todo el mundo.
Otra faceta destacable fue su labor como restaurador de obras de fondos de museos y también como anticuario. Participó en la creación de la Agrupación Nacional Sindical de Bellas Artes (A.N.S.I.B.A.) y llegó a presidir su sección provincial en Gerona.

## Biografía
Agustí Pera Planells, tercero de siete hermanos, nace el 28 de agosto de 1908 en el número 8 de calle Santa Eugenia de Gerona. Su padre tenía un negocio de transportes llamado Agència Joan Pera. De joven, durante las vacaciones veraniegas solía visitar el café que regentaba su tío en la Devesa, lugar donde conoce a Santiago Rusiñol que estaba pintando en dicho parque, lo que supuso un temprano estímulo para su vocación artística. Por esos años fallece su padre, lo que trunca sus deseos de dedicarse al estudio y la pintura ante la necesidad de aportar ingresos a la economía familiar. Prueba varios oficios hasta que encuentra trabajo como escribiente en las oficinas de Hidroeléctrica de Cataluña, trabajo que abandona al cabo de un tiempo para probar suerte en Madrid como piloto de aviación. No supera los exámenes y con 20 años es llamado a cumplir con el servicio militar. Una vez licenciado, en mayo de 1930 viaja solo a París donde conoce a Salvador Dalí y asiste a algunas clases de pintura en la Académie de la Grande Chaumière. También aprovecha para aprender el arte de la restauración de cuadros, pero decepcionado de su experiencia parisina vuelve a su ciudad natal dos años después.
En 1936 funda junto a varios intelectuales de la ciudad la revista Víctors, de la que fue administrador, traductor y autor de algunas reseñas de las novedades literarias y cinematográficas. La publicación mensual  era ambiciosa y de gran calidad, pero solo alcanzó los cinco números debido, entre otras causas, al estallido de la Guerra civil española. Ese mismo año ingresa en la Escuela de Bellas Artes de Gerona, por aquel entonces ubicada en la Pia Almoina, donde asiste a las clases de pintura y dibujo que impartía Josep Aguilera. Cuatro días antes de que estallara la contienda, encuentra trabajo en la Generalidad de Cataluña como auxiliar administrativo en la Delegació d’Indústria de Barcelona, por lo que se traslada a esta ciudad. Ya instalado, aprovecha para asistir durante unos meses a la Acadèmia Martínez para seguir con su formación artística, pero en 1937 es movilizado para ir al frente de Madrid y permanecerá en Rascafría hasta el final de la contienda. De vuelta a Gerona, y ya casado con Fermina Soler Juanals, comienza a pintar sus primeros paisajes y entabla una importante amistad con el historiador del arte y paisajista Bernardino de Pantorba, una amistad basada en "la lealtad mutua, las aficiones y los gustos comunes y las ideas compartidas" que se mantendrá a lo largo de los años. En diciembre de 1939 presenta su primera exposición en la Biblioteca Municipal de Gerona en la que se percibe claramente la que iba a ser su principal temática: los paisajes de su ciudad y alrededores. Vuelve a exponer en el mismo lugar en febrero de 1941 y en esta segunda muestra su evolución es valorada positivamente por la crítica, sobre todo por “la mayor nitidez de su paleta, el mejor estudio que ha hecho del color, su preocupación por lograr aire en la lejanía de sus fondos, y su decidida valentía en interpretar conjuntos complejos y llenos de dificultades”. Por entonces su estilo es claramente academicista, inspirado sobre todo en la Escuela paisajística de Olot. Cabe decir que, aunque su producción estaba lejos de las vanguardias, ya anunciaba cambios en la búsqueda de una manera de hacer propia que se apreciarían con más claridad en la década siguiente: “Se va afirmando, va perfilando su personalidad, logra muy buenos efectos en el estudio de la luz, y en muchas obras sabe administrar el color ponderadamente”.

### Primeros reconocimientos
El año 1947 constituirá un hito en su evolución artística. Fuera de la algo condescendiente crítica gerundense, se arriesga a exponer en Barcelona en las Galeries Pallarés y lo hace con cuadros de gran riqueza cromática que dejan patente su soltura con la espátula, que utiliza aplicando gruesas capas de pintura con pequeños toques sin que el resultado final pierda atmósfera: "Pero, pese al empleo de este procedimiento, que suele eliminar el aire que ha de circular por el lienzo, estas obras no carecen de la necesaria atmósfera. Asimismo, no obstante el uso de las capas gruesas de color y la densidad a que tal uso da lugar, Pera Planells consigue admirables efectos de transparencia e infinidad de matices cromáticos". Aunque la primera crítica está muy alejada de los habituales halagos a los que estaba acostumbrado en su ciudad natal, el resto de la comentarios es más tolerante y, en general, se valora positivamente este cambio. Ese mismo año gana la medalla de plata del Premi Masriera de pintura convocado por la Real Academia Catalana de Bellas Artes de San Jorge con su cuadro El Ter a Pedret. También participa a principios de septiembre en las reuniones previas a la fundación, el 9 de marzo de 1948, del Círculo Artístico de Gerona, del que años más tarde llegará a ser vocal de pintura. Asimismo, participa en la exposición colectiva que esta entidad celebró en 1949.
El año siguiente vuelve a exponer en las Galeries Pallarés. En esta ocasión, la crítica destaca su audacia colorista, mucho más expresiva, que lo aleja del academicismo plano y asimismo valora positivamente que su modernidad siga contenida por su respeto a la tradición:  “Pintura jugosa, sin excesivas preocupaciones, busca templar su fundamental naturalismo con las delicuescencias de su brillante colorido”. Efectivamente, esa será una constante en su evolución artística: todo intento de renovación queda siempre refrenado por su inercia clasicista y no llega a prosperar. Como observa la historiadora del arte Eva Vàzquez: “Así, si en las primeras exposiciones se dejaba instruir reprimiendo su natural tendencia a la voluptuosidad colorista, hacia 1950 la liberará completamente y la convertirá, unos años después, en el signo distintivo de su pintura. No obstante, como señala esta misma estudiosa, las innovaciones en su pintura serán relativamente tardías, ya en los años 60, para volver en su última etapa al modelo pictórico sobre todo paisajístico que le había garantizado el reconocimiento de la crítica. También en 1951 participa en una exposición colectiva de pintores catalanes en la Sala Macarrón de Madrid y es destacado por el prestigioso crítico Figuerola Fenetti como el más interesante de todos ellos.

### Nuevo rumbo artístico

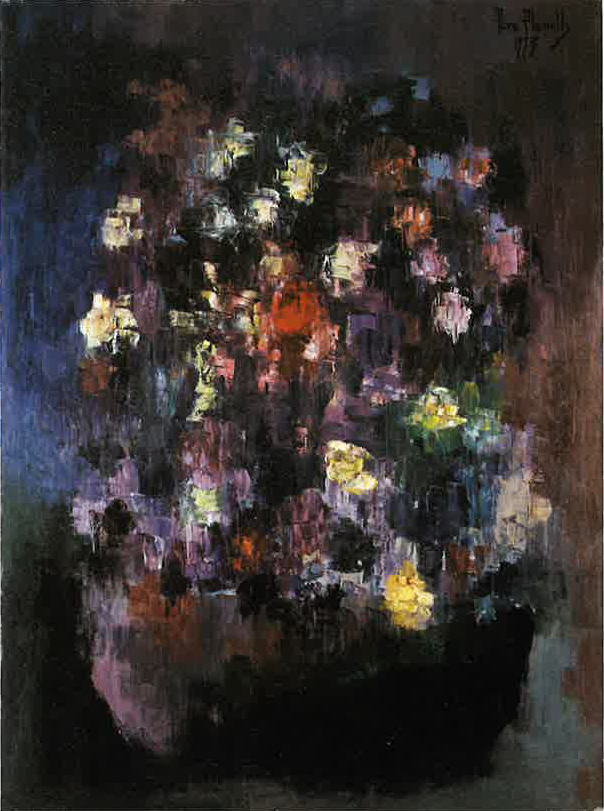
Flores (1975). Pera Planells

Como se ha señalado, a finales de los cincuenta se produce un cambio en su pintura, no solo en la temática, sino también en la técnica, como dejan entrever en noviembre de 1959 los cuadros que presenta en la Sala Municipal de Gerona: “Pera Planells ha realizado una gran labor, ya no solo en la pintura de paisaje, sino encerrado en su estudio, llevando a cabo algunas composiciones que alcanzan gran tono”. En 1960 da un paso más y en la  Galeria Jaimes de Barcelona muestra esta nueva andadura estilística. Se trata de una exposición de tema religioso teñido de un cierto ingenuismo expresionista que recuerda a Chagall y en el que retoma la figura con un tratamiento que elimina los detalles superfluos para esencializar poéticamente la composición. Este rumbo sorprende favorablemente y la exposición logra un succès d’estime, pues si el resultado económico es discreto, no así el de la crítica, que la considera mucho más interesante: “Pera Planells es optimista y luminoso y su temática es tierna, amable y lírica. Escenas religiosas, ángeles y maternidades son sus asuntos preferidos y nos los da bellamente compuestos, aunque a menudo se resiente de una estilización demasiado rebuscada”. De nuevo, lo que valoran en él es ese intento de modernidad, pero con la cautela de alejarse de la por ellos denostada abstracción informalista. Como señala Eva Vàzquez: “Los críticos parecen debatirse, como el mismo Pera Planells, entre su militancia por el valor siempre seguro de la contención académica, sus reservas ante las tendencias que se acercaran demasiado al informalismo y la afición por cualquier pintura que, sea por el medio que sea, transmitiera un cierto aroma lírico”. Es también en esa década cuando se implica en la creación en Gerona de la Agrupación Nacional Sindical de Bellas Artes (A.N.S.I.B.A), que había fundado en Madrid Juan de Ávalos en 1964, y cuya delegación provincial  años más tarde llegará a presidir. Esta agrupación posibilitó en su sala de exposiciones Voltes d'en Rosés las muestras colectivas de pintores gerundenses en las que también pudo exponer su obra.

### Etapa de consagración y reconocimiento
En los setenta añade a su temática el bodegón, en una línea que evoca de alguna manera a Morandi, también las figuras femeninas esquemáticas e idealizadas que denominaba noies màgiques (“chicas mágicas”) y, sobre todo, las interesantes composiciones florales casi abstractas en las que de nuevo da rienda suelta a su maestría cromática con toques de óleo diestramente moldeados con la espátula. Asimismo, en 1972 comienza a trabajar con la escultura en bronce que expone en 1973.

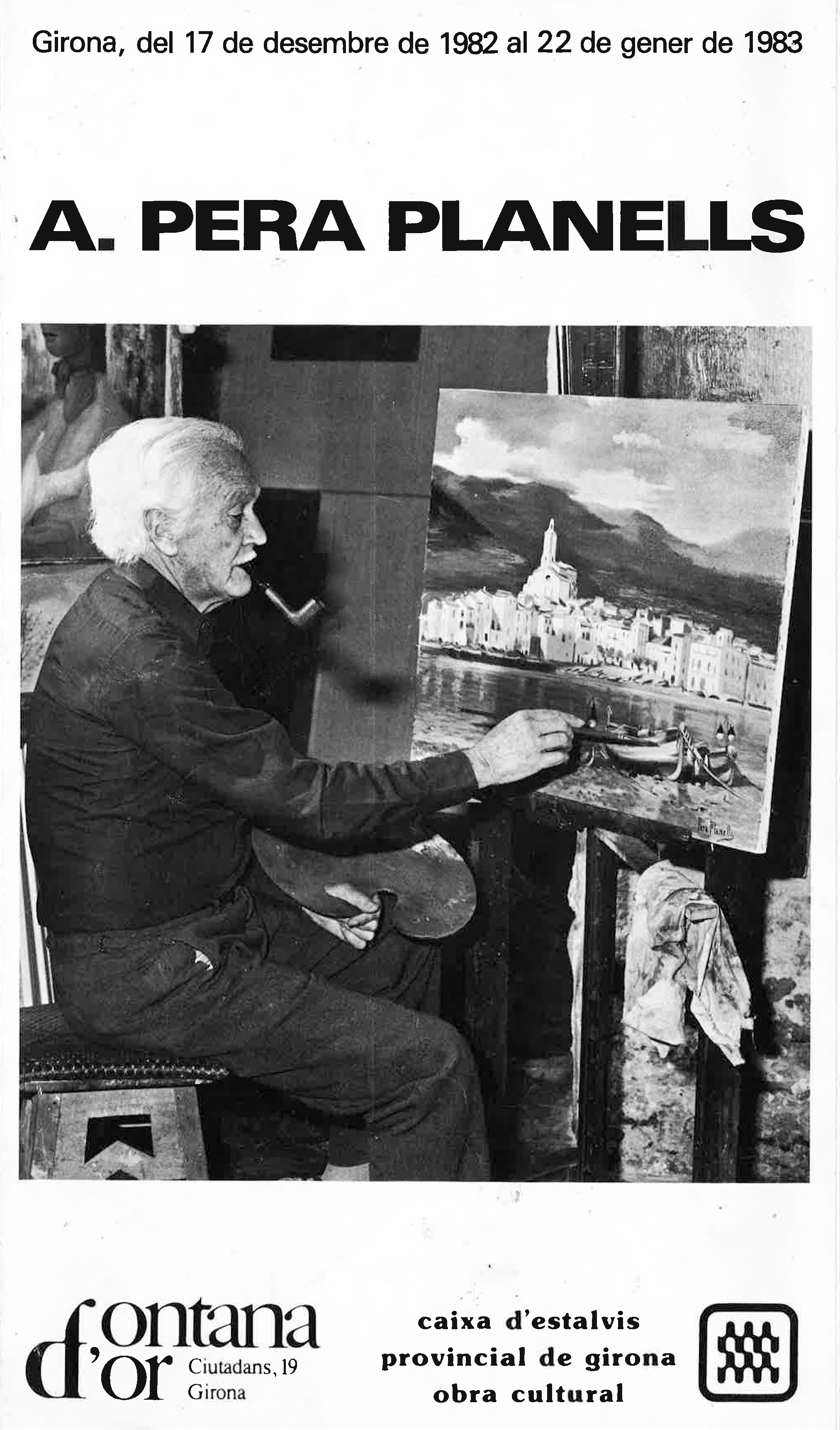
Desplegable de la antológica en la Fontana d'Or (1983) que incluye el texto autobiográfico Remembrances.

En 1977, fallecida su primera esposa, contrae matrimonio con Concepció Guirao Massaneda, que sería un apoyo imprescindible para acometer importantes proyectos como la exposición antológica a finales de 1982 en la Fontana d’Or de Gerona, las exposiciones en París en el  Centre International d’Art Contemporain (1984) y en Le Salon des Nations del Centre International d’Art Contemporain (C.I.A.C) (1985) y, finalmente, la exposición Expo-còpia. Obres de genis de la pintura (1992) de nuevo en la Fontana d’Or, fruto de un esfuerzo prolongado a lo largo de diez años que, pese a su avanzada edad, logró concluir con éxito. Esta exposición presentaba interpretaciones —muchas en gran formato— de las obras de varios de los grandes maestros a los que siempre había admirado, pero que nada de original añadía a su ya dilatada carrera que, en los últimos años, volvería de forma más reflexiva a su temática predilecta: el paisaje de Gerona y su provincia, que seguía considerando "una cantera inagotable". En 1996 es nombrado Accademico Corrispondente Sezione Arte por la Accademia Internazionale "Greci - Marino" Accademia del Verbano di Lettere, Arti, Scienze en Italia. Sin abandonar nunca su actividad artística, fallece en Gerona en 1997.

### Homenajes póstumos
En 1999, su viuda, Concepció Guirao Massaneda, donó algunos cuadros al Ayuntamiento y también una colección al obispado de Gerona para los fondos del Museu diocesà (actual Museo de Arte de Gerona) y colaboró activamente en la preparación de la muestra Agustí Pera Planells: l’ànima (1908 – 1997) en ese mismo museo para que sirviera de homenaje póstumo a un artista tan vinculado a su tierra. Esta exposición vino acompañada de la publicación de un completo catálogo que incluye un estudio crítico imprescindible para contextualizar su labor artística. No fue este el último reconocimiento público de su ciudad, pues ya en el presente siglo, el Ayuntamiento de Gerona dio su nombre a un mirador en la montaña de Montjuïc, no muy lejos de su casa-estudio de la Pujada de la Barrufa, que había sido diseñada por su amigo el arquitecto Joan Maria de Ribot i de Balle a principios de los ochenta, desde donde se contemplan algunos de los paisajes que tanto había pintado.

### Actividad como anticuario y restaurador
En 1942 comenzó a interesarse por las antigüedades —que exponía junto a sus lienzos en los bajos del Palau Berenguer de la calle Ciutadans durante las Fires de Sant Narcís— y esta afición lo llevaría a convertirse en uno de los más reconocidos anticuarios de la ciudad. También se dedicó a la restauración de cuadros, como los de pintura antigua que formarían parte del fondo del futuro Museo del Empordà de Figueres, inaugurado en 1966.

## Principales exposiciones
- 1939 - Biblioteca Municipal de la Rambla, Gerona (diciembre; primera exposición).
- 1941 - Biblioteca Municipal de la Rambla, Gerona (segunda exposición).
- 1942 y 1943  - Sala Municipal, Figueres.
- 1947, 1948 y 1951 Galeries Pallarès, Barcelona.
- 1949 - Círculo Artístico de Gerona.
- 1951 - Sala Macarrón, Madrid (colectiva).
- 1953 - Galerie Palmés, París.
- 1959 - Salas Municipales de Gerona.
- 1960 - Galeria Jaimes, Barcelona.
- 1977 - Galería S’Art, Huesca (septiembre).
- 1978 - Pera Planells. Paisatges, flors i marines,  Sala Francesc Armengol, Olot (de 1 a 14 de abril).
- 1978 - 24º mostra pictórica, paisatges, flors, marines i visions de Girona, Galeria d’Art La Artística, Gerona (de 10-10-1978 a 28-10-1978).
- 1982 - Olis, Josep Fajol - Galeria d’Art, Figueres (de 19-12-82 a 08-01-83].
- 1982 - A. Pera Planells, mostra antològica, Fontana d’Or, Gerona (de 17-12-1982 a  22-01-1983).
- 1984 - Centre International d’Art (C.I.A.C), París (mayo). .
- 1985 - Le Salon des Nations del Centre International d’Art Contemporain (C.I.A.C), París (junio).
- 1987 - A. Pera Planells. Homenatge als rius i als ponts. 40ª Mostra d’art, Sala municipal “Vinardell I Roig” de la Rambla de Girona (de 20-02-87 a 10-03-87).
- 1992 - Expo-còpia. Obres de genis de la pintura, Fontana d’Or, Gerona (de 17-09-1992 a 15-10-1992).
- 1999 -  Agustí Pera Planells: l’ànima, (1908 – 1997), Museu d’Art, Gerona (de 29-10-1999 a 23-01-2000; póstuma).